# Maytablı
Maytablı è un comune dell'Azerbaigian situato nel distretto di Şabran.